# The Power of One
The Power of One é um filme de drama de 1992, baseado em um romance homônimo de 1989 escrito por Bryce Courtenay. Ambientado na África do Sul durante a Segunda Guerra Mundial, o filme centra-se sobre a vida de Peter Philip 'Peekay ou PK' Kenneth-Keith, um jovem inglês que se sublevou sob o apartheid, e suas relações conflituosas com um pianista alemão, um treinador de boxe coloured, e um interesse romântico em uma africâner. Dirigido e editado por John G. Avildsen, o filme é estrelado por Stephen Dorff, John Gielgud, Morgan Freeman, Armin Mueller-Stahl e (o então desconhecido) Daniel Craig em sua estreia cinematográfica.

## Elenco
- Guy Witcher como PK com 7 anos
- Simon Fenton como PK com 12 anos
- Stephen Dorff como PK com 18 anos
- Armin Mueller-Stahl como Doc
- Jeremiah Mnisi como Dabula Manzi
- Ian Roberts como Hoppie Gruenewald
- John Gielgud como St. John, o Diretor
- Fay Masterson como Maria Marais
- Morgan Freeman como Geel Piet
- Daniel Craig as Sargento Jaapie Botha
- Robbie Bulloch como Botha adolescente
- Dominic Walker como Morrie Gilbert
- Alois Moyo como Gideon Duma
- Brian O'Shaughnessy como Coronel Breyten
- Marius Weyers como Professor Daniel Marais
- Clive Russell como  Sergeant Bormann
- Nomadlozi Kubheka como Nanny

## Recepção da crítica
Rotten Tomatoes atualmente avalia este filme em 39%, ou uma avaliação geral de 5.8/10. Roger Ebert do Chicago Sun-Times lhe deu duas estrelas e meia de quatro, afirmando que a história é "complexa para ser reduzida a uma fórmula em que tudo depende de quem atira em quem", mas acrescenta que "há alguns toques agradáveis".